# Ayuntamiento de Talavera de la Reina
El Ayuntamiento de Talavera de la Reina es el ente que se encarga del gobierno y administración del municipio español de Talavera de la Reina, perteneciente a la provincia de Toledo. Está presidido por el alcalde de Talavera de la Reina, que tras las elecciones municipales de 2023 es José Julián Gregorio, del Partido Popular. Tiene su sede en la plaza Padre Juan de Mariana.

## Alcaldes
| Periodo   | Nombre                                                                 | Partido                                                                    |
| --------- | ---------------------------------------------------------------------- | -------------------------------------------------------------------------- |
| 1979-1983 | Jesús García de Castro (1979–1980) Pablo Tello Díaz (1980–1983)        | Partido Socialista Obrero Español (PSOE)                                   |
| 1983-1987 | Pablo Tello Díaz                                                       | Partido Socialista Obrero Español (PSOE)                                   |
| 1987-1991 | Luis Antonio González Madrid (1987–1990) Javier Corrochano (1990–1991) | Centro Democrático y Social (CDS) Partido Socialista Obrero Español (PSOE) |
| 1991-1995 | Javier Corrochano (1991–1992) Isidro Flores (1992–1995)                | Partido Socialista Obrero Español (PSOE)                                   |
| 1995-1999 | Florentino Carriches Peramato                                          | Partido Popular (PP)                                                       |
| 1999-2003 | José Francisco Rivas Cid                                               | Partido Socialista Obrero Español (PSOE)                                   |
| 2003-2007 | José Francisco Rivas Cid                                               | Partido Socialista Obrero Español (PSOE)                                   |
| 2007-2011 | José Francisco Rivas Cid                                               | Partido Socialista Obrero Español (PSOE)                                   |
| 2011-2015 | Gonzalo Lago (2011–2014) Jaime Alberto Ramos Torres (2014–2015)        | Partido Popular (PP)                                                       |
| 2015-2019 | Jaime Alberto Ramos Torres                                             | Partido Popular (PP)                                                       |
| 2019-2023 | Agustina García Élez                                                   | Partido Socialista Obrero Español (PSOE)                                   |
| 2023-act. | José Julián Gregorio                                                   | Partido Popular (PP)                                                       |

## Elecciones municipales
La administración política de la ciudad se realiza a través de un Ayuntamiento de gestión democrática cuyos componentes se eligen cada cuatro años por sufragio universal. El censo electoral está compuesto por todos los residentes empadronados en Talavera de la Reina mayores de 18 años y nacionales de España y de los otros países miembros de la Unión Europea. La Ley del Régimen Electoral General establece el número de concejales elegibles en función de la población del municipio.
| Elecciones municipales de abril de 1979 |                                                                                        |        |        |            |            |                                   |
| Nombre de la candidatura                | Nombre de la candidatura                                                               | Votos  | %      | Concejales | Concejales | Participación                     |
|                                         | Unión de Centro Democrático (UCD)                                                      | 8606   | 37,65  | 10         |            | 63,10 % (censo electoral: 39 853) |
|                                         | Partido Socialista Obrero Español (PSOE)                                               | 8142   | 35,62  | 9          |            | 63,10 % (censo electoral: 39 853) |
|                                         | Partido Comunista de España (PCE)                                                      | 4795   | 20,98  | 5          |            | 63,10 % (censo electoral: 39 853) |
|                                         | Partido del Trabajo de España (PTE)                                                    | 1316   | 5,76   | 1          |            | 63,10 % (censo electoral: 39 853) |
| Votos en blanco                         | Votos en blanco                                                                        | 0      | 0,00   | -          |            | 63,10 % (censo electoral: 39 853) |
| Votos válidos                           | Votos válidos                                                                          | 22 859 | 100,00 | 25         |            | 63,10 % (censo electoral: 39 853) |
| Votos nulos                             | Votos nulos                                                                            | 2290   |        |            |            | 63,10 % (censo electoral: 39 853) |
| Elecciones municipales de mayo de 1983  |                                                                                        |        |        |            |            |                                   |
| Nombre de la candidatura                | Nombre de la candidatura                                                               | Votos  | %      | Concejales | Concejales | Participación                     |
|                                         | Partido Socialista Obrero Español (PSOE)                                               | 17 474 | 59,02  | 16         |            | 64,63 % (censo electoral: 45 807) |
|                                         | Alianza Popular-Partido Demócrata Popular-Unión Liberal (AP-PDP-UL)                    | 8435   | 28,49  | 8          |            | 64,63 % (censo electoral: 45 807) |
|                                         | Partido Comunista de España (PCE)                                                      | 2023   | 6,83   | 1          |            | 64,63 % (censo electoral: 45 807) |
|                                         | Independientes                                                                         | 789    | 2,67   | 0          |            | 64,63 % (censo electoral: 45 807) |
|                                         | Centro Democrático y Social (CDS)                                                      | 562    | 1,90   | 0          |            | 64,63 % (censo electoral: 45 807) |
|                                         | Partido Demócrata Liberal (PDL)                                                        | 323    | 1,09   | 0          |            | 64,63 % (censo electoral: 45 807) |
| Votos en blanco                         | Votos en blanco                                                                        | 0      | 0,00   | -          |            | 64,63 % (censo electoral: 45 807) |
| Votos válidos                           | Votos válidos                                                                          | 29 606 | 100,00 | 25         |            | 64,63 % (censo electoral: 45 807) |
| Votos nulos                             | Votos nulos                                                                            | 0      |        |            |            | 64,63 % (censo electoral: 45 807) |
| Elecciones municipales de junio de 1987 |                                                                                        |        |        |            |            |                                   |
| Nombre de la candidatura                | Nombre de la candidatura                                                               | Votos  | %      | Concejales | Concejales | Participación                     |
|                                         | Partido Socialista Obrero Español (PSOE)                                               | 14 793 | 43,81  | 12         |            | 72,63 % (censo electoral: 47 681) |
|                                         | Federación de Partidos de Alianza Popular (AP)                                         | 8563   | 25,36  | 6          |            | 72,63 % (censo electoral: 47 681) |
|                                         | Centro Democrático y Social (CDS)                                                      | 6349   | 18,80  | 5          |            | 72,63 % (censo electoral: 47 681) |
|                                         | Coalición Izquierda Unida (IU)                                                         | 2896   | 8,58   | 2          |            | 72,63 % (censo electoral: 47 681) |
|                                         | Partido Demócrata Popular-Agrupación Agricultores Independientes (PDP-AAI)             | 695    | 2,06   | 0          |            | 72,63 % (censo electoral: 47 681) |
|                                         | Plataforma Humanista (PH)                                                              | 91     | 0,27   | 0          |            | 72,63 % (censo electoral: 47 681) |
| Votos en blanco                         | Votos en blanco                                                                        | 379    | 1,12   | -          |            | 72,63 % (censo electoral: 47 681) |
| Votos válidos                           | Votos válidos                                                                          | 33 766 | 100,00 | 25         |            | 72,63 % (censo electoral: 47 681) |
| Votos nulos                             | Votos nulos                                                                            | 867    |        |            |            | 72,63 % (censo electoral: 47 681) |
| Elecciones municipales de mayo de 1991  |                                                                                        |        |        |            |            |                                   |
| Nombre de la candidatura                | Nombre de la candidatura                                                               | Votos  | %      | Concejales | Concejales | Participación                     |
|                                         | Partido Socialista Obrero Español (PSOE)                                               | 13 236 | 42,67  | 12         |            | 63,15 % (censo electoral: 49 842) |
|                                         | Partido Popular (PP)                                                                   | 9215   | 29,71  | 8          |            | 63,15 % (censo electoral: 49 842) |
|                                         | Acción por Talavera (ACTAL)                                                            | 4998   | 16,11  | 4          |            | 63,15 % (censo electoral: 49 842) |
|                                         | Izquierda Unida (IU)                                                                   | 1807   | 5,83   | 1          |            | 63,15 % (censo electoral: 49 842) |
|                                         | Centro Democrático y Social (CDS)                                                      | 875    | 2,82   | 0          |            | 63,15 % (censo electoral: 49 842) |
|                                         | Los Verdes Lista Ecologista-Humanista (LVLE-H)                                         | 479    | 1,54   | 0          |            | 63,15 % (censo electoral: 49 842) |
| Votos en blanco                         | Votos en blanco                                                                        | 411    | 1,32   | 0          |            | 63,15 % (censo electoral: 49 842) |
| Votos válidos                           | Votos válidos                                                                          | 20 919 | 100,00 | 25         |            | 63,15 % (censo electoral: 49 842) |
| Votos nulos                             | Votos nulos                                                                            | 452    |        |            |            | 63,15 % (censo electoral: 49 842) |
| Elecciones municipales de mayo de 1995  |                                                                                        |        |        |            |            |                                   |
| Nombre de la candidatura                | Nombre de la candidatura                                                               | Votos  | %      | Concejales | Concejales | Participación                     |
|                                         | Partido Popular (PP)                                                                   | 16 076 | 42,13  | 11         |            | 69,91 % (censo electoral: 55 268) |
|                                         | Partido Socialista Obrero Español (PSOE)                                               | 13 820 | 36,22  | 10         |            | 69,91 % (censo electoral: 55 268) |
|                                         | Acción por Talavera (ACTAL)                                                            | 4058   | 10,64  | 2          |            | 69,91 % (censo electoral: 55 268) |
|                                         | Izquierda Unida-Izquierda de Castilla-La Mancha (IU)                                   | 2910   | 7,63   | 2          |            | 69,91 % (censo electoral: 55 268) |
|                                         | Iniciativa Vecinal de Talavera (IVT)                                                   | 407    | 1,07   | 0          |            | 69,91 % (censo electoral: 55 268) |
|                                         | Unión Centrista (UC)                                                                   | 225    | 0,59   | 0          |            | 69,91 % (censo electoral: 55 268) |
| Votos en blanco                         | Votos en blanco                                                                        | 659    | 1,73   | -          |            | 69,91 % (censo electoral: 55 268) |
| Votos válidos                           | Votos válidos                                                                          | 38 155 | 100,00 | 25         |            | 69,91 % (censo electoral: 55 268) |
| Votos nulos                             | Votos nulos                                                                            | 484    |        |            |            | 69,91 % (censo electoral: 55 268) |
| Elecciones municipales de junio de 1999 |                                                                                        |        |        |            |            |                                   |
| Nombre de la candidatura                | Nombre de la candidatura                                                               | Votos  | %      | Concejales | Concejales | Participación                     |
|                                         | Partido Socialista Obrero Español-Progresistas (PSOE)                                  | 18 161 | 47,59  | 14         |            | 67,93 % (censo electoral: 56 626) |
|                                         | Partido Popular (PP)                                                                   | 15 053 | 39,44  | 11         |            | 67,93 % (censo electoral: 56 626) |
|                                         | Izquierda Unida Izquierda de Castilla-La Mancha (IU)                                   | 1479   | 3,88   | 0          |            | 67,93 % (censo electoral: 56 626) |
|                                         | Acción por la Comarca de Talavera (ACTAL)                                              | 1469   | 3,85   | 0          |            | 67,93 % (censo electoral: 56 626) |
|                                         | Unión de Talavera y Comarca (UTYC)                                                     | 566    | 1,48   | 0          |            | 67,93 % (censo electoral: 56 626) |
|                                         | Partido de los Autónomos de España y las Agrupaciones Independientes Españolas (PAE-I) | 381    | 1,00   | 0          |            | 67,93 % (censo electoral: 56 626) |
|                                         | Partido Humanista (PH)                                                                 | 120    | 0,31   | 0          |            | 67,93 % (censo electoral: 56 626) |
|                                         | Agrupación de Electores Progresistas por Talavera la Nueva (AEPTN)                     | 0      | 0,00   | 0          |            | 67,93 % (censo electoral: 56 626) |
| Votos en blanco                         | Votos en blanco                                                                        | 934    | 2,45   | -          |            | 67,93 % (censo electoral: 56 626) |
| Votos válidos                           | Votos válidos                                                                          | 38 163 | 100,00 | 25         |            | 67,93 % (censo electoral: 56 626) |
| Votos nulos                             | Votos nulos                                                                            | 305    |        |            |            | 67,93 % (censo electoral: 56 626) |
| Elecciones municipales de mayo de 2003  |                                                                                        |        |        |            |            |                                   |
| Nombre de la candidatura                | Nombre de la candidatura                                                               | Votos  | %      | Concejales | Concejales | Participación                     |
|                                         | Partido Socialista Obrero Español (PSOE)                                               | 23 621 | 57,15  | 15         |            | 53,68 % (censo electoral: 77 519) |
|                                         | Partido Popular (PP)                                                                   | 15 087 | 36,51  | 10         |            | 53,68 % (censo electoral: 77 519) |
|                                         | Izquierda Unida-Izquierda de Castilla-La Mancha (IU)                                   | 1354   | 3,28   | 0          |            | 53,68 % (censo electoral: 77 519) |
|                                         | Unión de Talavera y Comarca (UTC)                                                      | 346    | 0,84   | 0          |            | 53,68 % (censo electoral: 77 519) |
|                                         | Partido de los Autónomos, Jubilados y Viudas (PAJV)                                    | 196    | 0,47   | 0          |            | 53,68 % (censo electoral: 77 519) |
| Votos en blanco                         | Votos en blanco                                                                        | 724    | 1,75   | -          |            | 53,68 % (censo electoral: 77 519) |
| Votos válidos                           | Votos válidos                                                                          | 41 328 | 100,00 | 25         |            | 53,68 % (censo electoral: 77 519) |
| Votos nulos                             | Votos nulos                                                                            | 288    |        |            |            | 53,68 % (censo electoral: 77 519) |
| Elecciones municipales de mayo de 2007  |                                                                                        |        |        |            |            |                                   |
| Nombre de la candidatura                | Nombre de la candidatura                                                               | Votos  | %      | Concejales | Concejales | Participación                     |
|                                         | Partido Socialista Obrero Español (PSOE)                                               | 19 610 | 50,16  | 14         |            | 62,69 % (censo electoral: 62 829) |
|                                         | Partido Popular (PP)                                                                   | 16 673 | 42,65  | 11         |            | 62,69 % (censo electoral: 62 829) |
|                                         | Izquierda Unida-Izquierda de Castilla-La Mancha (IU)                                   | 1621   | 4,15   | 0          |            | 62,69 % (censo electoral: 62 829) |
|                                         | Unión de Ciudadanos Independientes de Toledo (UCIT)                                    | 438    | 1,12   | 0          |            | 62,69 % (censo electoral: 62 829) |
|                                         | Tierra Comunera (TC)                                                                   | 156    | 0,40   | 0          |            | 62,69 % (censo electoral: 62 829) |
| Votos en blanco                         | Votos en blanco                                                                        | 594    | 1,52   | -          |            | 62,69 % (censo electoral: 62 829) |
| Votos válidos                           | Votos válidos                                                                          | 39 092 | 100,00 | 25         |            | 62,69 % (censo electoral: 62 829) |
| Votos nulos                             | Votos nulos                                                                            | 298    |        |            |            | 62,69 % (censo electoral: 62 829) |
| Elecciones municipales de mayo de 2011  |                                                                                        |        |        |            |            |                                   |
| Nombre de la candidatura                | Nombre de la candidatura                                                               | Votos  | %      | Concejales | Concejales | Participación                     |
|                                         | Partido Popular (PP)                                                                   | 22 419 | 52,02  | 14         |            | 69,24 % (censo electoral: 63 049) |
|                                         | Partido Socialista Obrero Español (PSOE)                                               | 15 894 | 36,88  | 10         |            | 69,24 % (censo electoral: 63 049) |
|                                         | Izquierda Unida de Castilla-La Mancha (IU)                                             | 2589   | 6,01   | 1          |            | 69,24 % (censo electoral: 63 049) |
|                                         | Unión Progreso y Democracia (UPyD)                                                     | 1249   | 2,90   | 0          |            | 69,24 % (censo electoral: 63 049) |
| Votos en blanco                         | Votos en blanco                                                                        | 945    | 2,19   | -          |            | 69,24 % (censo electoral: 63 049) |
| Votos válidos                           | Votos válidos                                                                          | 43 096 | 100,00 | 25         |            | 69,24 % (censo electoral: 63 049) |
| Votos nulos                             | Votos nulos                                                                            | 562    |        |            |            | 69,24 % (censo electoral: 63 049) |
| Elecciones municipales de mayo de 2015  |                                                                                        |        |        |            |            |                                   |
| Nombre de la candidatura                | Nombre de la candidatura                                                               | Votos  | %      | Concejales | Concejales | Participación                     |
|                                         | Partido Popular (PP)                                                                   | 15 859 | 39,48  | 11         |            | 64,54 % (censo electoral: 63 373) |
|                                         | Partido Socialista Obrero Español (PSOE)                                               | 12 822 | 31,92  | 8          |            | 64,54 % (censo electoral: 63 373) |
|                                         | Ganemos Talavera CLM                                                                   | 5862   | 14,59  | 4          |            | 64,54 % (censo electoral: 63 373) |
|                                         | Ciudadanos-Partido de la Ciudadanía (Cs)                                               | 3489   | 8,69   | 2          |            | 64,54 % (censo electoral: 63 373) |
|                                         | Partido Animalista Contra el Maltrato Animal (PACMA)                                   | 978    | 2,43   | 0          |            | 64,54 % (censo electoral: 63 373) |
|                                         | Unión Progreso y Democracia (UPyD)                                                     | 527    | 1,31   | 0          |            | 64,54 % (censo electoral: 63 373) |
| Votos en blanco                         | Votos en blanco                                                                        | 633    | 1,58   | -          |            | 64,54 % (censo electoral: 63 373) |
| Votos válidos                           | Votos válidos                                                                          | 40 170 | 100,00 | 25         |            | 64,54 % (censo electoral: 63 373) |
| Votos nulos                             | Votos nulos                                                                            | 734    |        |            |            | 64,54 % (censo electoral: 63 373) |
| Elecciones municipales de mayo de 2019  |                                                                                        |        |        |            |            |                                   |
| Nombre de la candidatura                | Nombre de la candidatura                                                               | Votos  | %      | Concejales | Concejales | Participación                     |
|                                         | Partido Socialista Obrero Español (PSOE)                                               | 18 348 | 46,63  | 14         |            | 63,18 % (censo electoral: 62 838) |
|                                         | Partido Popular (PP)                                                                   | 7856   | 19,97  | 5          |            | 63,18 % (censo electoral: 62 838) |
|                                         | Vox (Vox)                                                                              | 4688   | 11,91  | 3          |            | 63,18 % (censo electoral: 62 838) |
|                                         | Ciudadanos - Partido de la Ciudadanía (Cs)                                             | 4294   | 10,91  | 3          |            | 63,18 % (censo electoral: 62 838) |
|                                         | Unidas Podemos-Izquierda Unida-Equo Talavera (Podemos-IU-Equo)                         | 1613   | 4,10   | 0          |            | 63,18 % (censo electoral: 62 838) |
|                                         | ahoraTalavera (ahoraTalavera)                                                          | 1177   | 2,99   | 0          |            | 63,18 % (censo electoral: 62 838) |
|                                         | Por Talavera (XTalavera)                                                               | 1017   | 2,58   | 0          |            | 63,18 % (censo electoral: 62 838) |
| Votos en blanco                         | Votos en blanco                                                                        | 353    | 0,90   | -          |            | 63,18 % (censo electoral: 62 838) |
| Votos válidos                           | Votos válidos                                                                          | 39 346 | 100,00 | 25         |            | 63,18 % (censo electoral: 62 838) |
| Votos nulos                             | Votos nulos                                                                            | 358    |        |            |            | 63,18 % (censo electoral: 62 838) |
| Elecciones municipales de mayo de 2023  |                                                                                        |        |        |            |            |                                   |
| Nombre de la candidatura                | Nombre de la candidatura                                                               | Votos  | %      | Concejales | Concejales | Participación                     |
|                                         | Partido Socialista Obrero Español (PSOE)                                               | 17 508 | 44,39  | 12         |            | 64,03 % (censo electoral: 62 465) |
|                                         | Partido Popular (PP)                                                                   | 12 656 | 32,09  | 9          |            | 64,03 % (censo electoral: 62 465) |
|                                         | Vox (Vox)                                                                              | 5752   | 14,58  | 4          |            | 64,03 % (censo electoral: 62 465) |
|                                         | Unidas por Talavera-Izquierda Unida-Podemos (UNIDAS-IU-PODEMOS)                        | 1470   | 3,72   | 0          |            | 64,03 % (censo electoral: 62 465) |
|                                         | Nosotros Talavera-España Vaciada (NT-EV)                                               | 1165   | 2,95   | 0          |            | 64,03 % (censo electoral: 62 465) |
|                                         | Aquí Ahora (AQUI AHORA)                                                                | 349    | 0,88   | 0          |            | 64,03 % (censo electoral: 62 465) |
| Votos en blanco                         | Votos en blanco                                                                        | 535    | 1,36   | -          |            | 64,03 % (censo electoral: 62 465) |
| Votos válidos                           | Votos válidos                                                                          | 39 437 | 100,00 | 25         |            | 64,03 % (censo electoral: 62 465) |
| Votos nulos                             | Votos nulos                                                                            | 565    |        |            |            | 64,03 % (censo electoral: 62 465) |
|                                         |                                                                                        |        |        |            |            |                                   |

## Evolución de la deuda viva municipal
El concepto de deuda viva contempla sólo las deudas con cajas y bancos relativas a créditos financieros, valores de renta fija y préstamos o créditos transferidos a terceros, excluyéndose, por tanto, la deuda comercial.
| Gráfica de evolución de la deuda viva del Ayuntamiento entre 2008 y 2024                                       |
| |
| Deuda viva del Ayuntamiento de Talavera de la Reina, en miles de euros, según datos del Ministerio de Hacienda |